# Fine Air
Fine Air fue una aerolínea internacional de carga que funcionó desde 1989 hasta 2002, cuando pasó a llamarse Arrow Air tras su quiebra y adquisición. Operaba los aviones tipo Douglas DC-8 y Lockheed L-1011 a destinos en Centroamérica, Sudamérica y el Caribe desde el Aeropuerto Internacional de Miami.

## Historia
J. Frank Fine fundó Fine Air en 1976 como una empresa de arrendamiento que poseía dos aviones Boeing 707. Bellas operaciones agrícolas en doce países de América Latina y el Caribe, y buscaron un sistema de apoyo confiable para que operadores externos envíen sus productos a los Estados Unidos. Su compañía fue certificada como una estación de reparación Douglas DC-8 en 1986 y recibió un certificado de operación de la compañía aérea en noviembre de 1992; comenzó el servicio de carga programado en 1994 como el mayor transportista internacional de carga aérea en el Aeropuerto Internacional de Miami (medido por toneladas transportadas).
El hijo de J. Frank Fine, Barry Fine, se convirtió en presidente en 1997, momento en el que la aerolínea tenía una flota de quince aviones Douglas DC-8. La aerolínea fue propiedad exclusiva de los dos hombres durante la mayor parte de su existencia.
Fine Air recaudó $ 123.5 millones en una oferta pública inicial el 6 de agosto de 1997 y planeó usar los fondos para comprar nuevos aviones y expandir su red de rutas de carga a Europa. Estaba listado en NASDAQ con el código de teletipo "BIGF".

## Flota
Fine Air operaba los siguientes aviones a reacción en todas las operaciones de carga:
• Douglas DC-8-51
• Douglas DC-8-54
• Douglas DC-8-55
• Douglas DC-8-61
• Douglas DC-8-62
• Douglas DC-8-63
• Lockheed L-1011

## Vuelo 101
El 7 de agosto de 1997, el día después de la salida a bolsa, el vuelo 101 de Fine Air, un DC- 8 de registro N27UA se estrelló poco después del despegue del aeropuerto internacional de Miami a las 12:36 p. m.
El avión, con destino a Santo Domingo, perdió el control poco después de V1. Al girar, la carga se desplazó hacia popa en la cubierta de carga principal porque ninguna de las cerraduras de la plataforma se enganchó verticalmente a las plataformas de carga en la cubierta principal. El avión se cargó con dos posiciones de paletas vacías que permitieron un desplazamiento significativo del centro de gravedad en popa hacia los espacios vacíos. Las entrevistas de la tripulación de tierra descubrieron que el vuelo estaba habitualmente lleno de paletas y que las cerraduras rara vez participaban en algunas opiniones, y se afirmó además que esto se debía a que se pensaba que eran irrelevantes si las paletas no podían moverse. Las paletas están sostenidas por rieles a los lados para que no se muevan hacia arriba, pero solo las cerraduras retráctiles pueden detener el movimiento hacia adelante y hacia atrás. El giro excesivo en la rotación en V1 lanzó la nariz del avión bruscamente hasta el punto de que el flujo de aire en los motores se redujo significativamente (similar a soplar a través de la abertura de una botella de refresco para que silbe por la caída de presión) y causar el motores para detenerse. El avión luego cayó de espaldas aterrizando boca abajo sobre su vientre en el suelo. Además, el avión estaba sobrecargado en aproximadamente 2700 kg, aunque dado el proceso de pesaje de paletas, se creía que esto era más común de lo que se pensaba de antemano. Los pilotos, que partían de la antigua Pista 27R (ahora 26L), intentaron recuperarse, pero la aeronave detenida carecía de cualquier empuje hacia adelante, haciendo que las superficies de control fueran inútiles. El avión de lanzamiento hacia adelante perdió rápidamente impulso hacia adelante y se elevó con sus alas cortando el flujo de aire perpendicular a la orientación de elevación adecuada.
El DC-8 perdió la instalación de carga de transporte automático en el extremo sur del patio de ferrocarriles de Miami City, justo al norte del final de la pista, y también las instalaciones de operaciones de carga ocupadas a lo largo del muy ocupado alimentador NW 25th Street al área de carga del aeropuerto solo para Al sur del final de la pista. El avión apenas se perdió dos fábricas, un edificio comercial y el Centro de Distribución Budweiser en Miami, Florida, no incorporada, entre los suburbios residenciales poblados de Miami Springs y Doral, FL. Se deslizó a través del campo abierto y hacia la NW 72nd Ave, una carretera que normalmente está llena de tráfico durante la hora del almuerzo, pero era sorprendentemente tranquila a las 12:36 p. m. cuando cayó. Los restos del avión se deslizaron rápidamente a través de la carretera y en el estacionamiento de un mini centro comercial al otro lado de la calle desde el campo vacío; Sacó 26 autos en el lote. En ese momento, el mini centro comercial era un centro de distribuidores de partes de computadoras que se especializaban en el comercio sudamericano.
Los restos del avión cayeron cuatro pies por debajo de las entradas a tres tiendas. Perdió dos autos ocupados y un camión que esperaban la señal de tránsito en la intersección de NW 31st Street y NW 72nd Avenue, a menos de 30 yardas (27 m) de distancia. Dentro de uno de los autos en el estacionamiento estaba sentado un hombre que acababa de regresar a su tienda en el mini centro comercial después de recoger el almuerzo para su esposa y para él. No pudo salir del auto y quedó atrapado en la bola de fuego que envolvió la avenida de varios carriles, el campo y un estacionamiento.
Cinco personas murieron en total: los tres miembros de la tripulación aérea, un guardia de seguridad de la compañía en el vuelo y el hombre en el estacionamiento. En los minutos posteriores al accidente, la policía fue alertada de un incendio en NW 72nd Ave, solo para descubrir que fue un accidente aéreo. Durante casi 45 minutos, informes mixtos afirmaron que el avión era un vuelo de pasajeros, pero dentro de una hora la torre de control en MIA confirmó que era el Vuelo 101 de Fine Air Cargo. Agentes especiales de seguridad de la FAA que trabajaban desde una oficina en la propiedad del aeropuerto (en ese momento) respondieron a la escena y simultáneamente a las oficinas de Fine Air Cargo donde tomaron posesión de la documentación del vuelo. Se recuperó parte de la documentación relevante de los recipientes de basura, lo que provocó la apertura de una investigación penal y, en última instancia, condujo a cargos que incluyen la destrucción y el encubrimiento de pruebas. Fine Air y su agente de asistencia en tierra Aeromar Airlines se declararon culpables de varios de los cargos y fueron multados con aproximadamente 5 millones de dólares.
Fine Air canceló su salida a bolsa el día después del accidente y devolvió el monto total del capital recaudado a los inversores. Voluntariamente puso a tierra su flota el 5 de septiembre como alternativa a la revocación de su licencia por parte de la FAA, pero recibió la aprobación del gobierno para reanudar las operaciones en octubre de 1997.